# Copa Intertoto da UEFA de 2002
A Copa Intertoto da UEFA de 2002 foi a 8ª edição da prova, ganha pelo Málaga, Fulham, e Stuttgart.  As três equipas qualificaram-se para a Copa da UEFA de 2002-03.

## 1ª Eliminatória
Os jogos realizaram-se a 22 e 23 de Junho para a primeira mão e 29 e 30 de Junho os da segunda mão.
| Equipe 1                       | Total      | Equipe 2                | 1.º jogo   | 2.º jogo |
| ------------------------------ | ---------- | ----------------------- | ---------- | -------- |
| NK Rijeka                      | 3-3 (a.p.) | St Patrick's Athletic   | 3-2        | 0-1      |
| K.S.C. Lokeren Oost-Vlaanderen | 5-4        | FC WIT Georgia          | 3-1        | 2-3      |
| CD Santa Clara                 | 5-3        | FC Shirak               | 2-0        | 3-3      |
| FC BATE                        | 3-0        | Akademisk Boldklub      | 1-0        | 2-0      |
| FK Obilić                      | 2-3        | FC Haka                 | 1-2        | 1-1      |
| FC Zurich                      | 8-2        | NK Brotnjo              | 7-0        | 1-2      |
| Gloria Bistriţa                | 2-0        | Union Luxembourg        | 2-0        | 0-0      |
| Trencin                        | 3-6        | NK Slaven Belupo        | 3-1        | 0-5      |
| Constructorul Cioburciu        | 0-4        | 1.FC Synot              | 0-0        | 0-4      |
| Helsingborgs IF                | 1-0        | FC Koper                | 1-0        | 0-0      |
| Budapest Honvéd FC             | 0-1        | FK Žalgiris Vilnius     | 0-1        | 0-0      |
| FC St. Gallen                  | 11-1       | B68 Toftir              | 5-1        | 6-0      |
| Zagłębie Lubin                 | 1-2        | Dinaburg FC             | 1-1        | 0-1      |
| 1. FC Brno                     | 1-6        | FC Ashdod               | 0-5        | 1-1      |
| Enosis Neon Paralimni FC       | 1-5        | SC Schwarz-Weiß Bregenz | 0-2        | 1-3      |
| UD Leiria                      | 2-4        | FC Levadia              | 0-3 (f.c.) | 2-1      |
| Valletta F.C.                  | 1-2        | KS Teuta                | 1-2        | 0-0      |
| Coleraine F.C.                 | 7-2        | UE Sant Julià           | 5-0        | 2-2      |
| PFC Marek Dupnitsa             | 3-1        | Caersws F.C.            | 2-0        | 1-1      |
| FK Cementarnica 55 Skopje      | 3-4        | FH Hafnarfjarðar        | 1-3        | 2-1      |

Legenda:
- f.c. - jogo perdido por falta de comparência

## 2ª Eliminatória
Os jogos realizaram-se a 6 e 7 de Julho para a primeira mão e 13 e 14 de Julho os da segunda mão.
| Equipe 1                 | Total      | Equipe 2                       | 1.º jogo | 2.º jogo   |
| ------------------------ | ---------- | ------------------------------ | -------- | ---------- |
| NK Slaven Belupo         | 3-0        | Belenenses                     | 2-0      | 1-0        |
| Coleraine F.C.           | 2-4        | Troyes AC                      | 1-2      | 1-2        |
| TSV 1860 München         | 0-5        | FC BATE                        | 0-1      | 0-4        |
| Villarreal CF            | 4-2        | FH Hafnarfjarðar               | 2-0      | 2-2        |
| Fulham F.C.              | 1-1 (a.p.) | FC Haka                        | 0-0      | 1-1        |
| FC Sochaux-Montbéliard   | 4-1        | FK Žalgiris Vilnius            | 2-0      | 2-1        |
| KAA Gent                 | 3-3 (a.p.) | St Patrick's Athletic          | 2-0      | 1-3        |
| VfB Stuttgart            | 3-0        | K.S.C. Lokeren Oost-Vlaanderen | 2-0      | 1-0        |
| Torino F.C.              | 2-1        | SC Schwarz-Weiß Bregenz        | 1-0      | 1-1        |
| FC Krylya Sovetov Samara | 4-0        | Dinaburg FC                    | 3-0      | 1-0        |
| FK Teplice               | 9-2        | CD Santa Clara                 | 5-1      | 4-1        |
| Willem II Tilburg        | 2-1        | FC St. Gallen                  | 1-0      | 1-1 (a.p.) |
| FC Zurich                | 1-0        | FC Levadia                     | 1-0      | 0-0        |
| 1.FC Synot               | 4-2        | Helsingborgs IF                | 4-0      | 0-2        |
| Gloria Bistriţa          | 3-1        | KS Teuta                       | 3-0      | 0-1        |
| FC Ashdod                | 1-2        | PFC Marek Dupnitsa             | 1-1      | 0-1        |

Legenda:
- a.p. - equipa apurou-se após prorrogação

## 3ª Eliminatória
Os jogos realizaram-se a 20 e 21 de Julho para a primeira mão e 27 de Julho os da segunda mão.
| Equipe 1                 | Total      | Equipe 2               | 1.º jogo | 2.º jogo |
| ------------------------ | ---------- | ---------------------- | -------- | -------- |
| FC Krylya Sovetov Samara | 3-3 (a.p.) | Willem II Tilburg      | 3-1      | 0-2      |
| NAC Breda                | 1-1 (a.p.) | Troyes AC              | 1-1      | 0-0      |
| VfB Stuttgart            | 4-3        | Perugia Calcio         | 3-1      | 1-2      |
| Fulham F.C.              | 2-1        | Egaleo FC              | 1-0      | 1-1      |
| Gloria Bistriţa          | 0-3        | Lille OSC              | 0-2      | 0-1      |
| 1. FC Kaiserslautern     | 2-5        | FK Teplice             | 2-1      | 0-4      |
| Bologna F.C. 1909        | 2-0        | FC BATE                | 2-0      | 0-0      |
| Málaga CF                | 4-1        | KAA Gent               | 3-0      | 1-1      |
| PFC Marek Dupnitsa       | 1-6        | NK Slaven Belupo       | 0-3      | 1-3      |
| 1.FC Synot               | 0-3        | FC Sochaux-Montbéliard | 0-3      | 0-0      |
| Torino F.C.              | 2-2 (g.p.) | Villarreal CF          | 2-0      | 0-2      |
| FC Zurich                | 2-3        | Aston Villa F.C.       | 2-0      | 0-3      |

Legenda:
- a.p. - equipa apurou-se após prorrogação

## Meias-finais
Os jogos realizaram-se a 31 de Julho e 7 de Agosto.
| Equipe 1          | Total | Equipe 2               | 1.º jogo | 2.º jogo |
| ----------------- | ----- | ---------------------- | -------- | -------- |
| Fulham F.C.       | 3-0   | FC Sochaux-Montbéliard | 1-0      | 2-0      |
| Lille OSC         | 3-1   | Aston Villa F.C.       | 1-1      | 2-0      |
| VfB Stuttgart     | 3-1   | NK Slaven Belupo       | 2-1      | 1-0      |
| Villarreal CF     | 3-0   | Troyes AC              | 0-0      | 3-0      |
| Málaga CF         | 3-1   | Willem II Tilburg      | 2-1      | 1-0      |
| Bologna F.C. 1909 | 8-2   | FK Teplice             | 5-1      | 3-1      |

## Finais
Os jogos realizaram-se a 13 e 27 de Agosto.
| Equipe 1          | Total | Equipe 2      | 1.º jogo | 2.º jogo |
| ----------------- | ----- | ------------- | -------- | -------- |
| Villarreal CF     | 1-2   | Málaga CF     | 0-1      | 1-1      |
| Bologna F.C. 1909 | 3-5   | Fulham F.C.   | 2-2      | 1-3      |
| Lille OSC         | 1-2   | VfB Stuttgart | 1-0      | 0-2      |